# Marquesado de Torre Casa
El Marquesado de Torre Casa es un título nobiliario español, creado por el rey Felipe V en 1722 a favor de Andrés Manuel de Urbina y de Landaeta. El actual poseedor del título es Alejandro Alfonzo-Larraín desde el 28 de diciembre de 1992.

## Marqueses de Torre Casa
|                                 | Titular                                | Periodo               |
| Creación por Felipe V           | Creación por Felipe V                  | Creación por Felipe V |
| ------------------------------- | -------------------------------------- | --------------------- |
| I                               | Andrés Manuel de Urbina y de Landaeta  |                       |
| II                              | Ignacio de Urbina y Hurtado de Mendoza |                       |
| Rehabilitación por Alfonso XIII |                                        |                       |
| II                              | Alfonso de Mendoza y Esteban           | 1924-1929             |
| III                             | Alfonso de Mendoza y Gómez             | 1956-1971             |
| IV                              | Reinaldo Herrera Uslar                 | 1971-1973             |
| V                               | Reinaldo Herrera Guevara               | 1975-1992             |
| VII                             | Alejandro Alfonzo-Larraín Recao        | 1992- actualidad      |

## Historia de los Marqueses de Torre Casa
- Andrés Manuel de Urbina y de Landaeta, I marqués de Torre Casa.

1. Casó con María Hurtado de Mendoza y Rojas Manrique, hija de Diego Hurtado de Mendoza y de Juana Rojas Manrique de Mendoza. Le sucedió su hijo:

- Ignacio de Urbina y Hurtado de Mendoza, que no llegó a ostentar oficialmente el título.
1. Casó con Catalina de Arteaga y Landaeta.

Rehabilitado en 1924 por:
- Alfonso de Mendoza y Estebana (1887-1929), II marqués de Torre Casa

1. Casó con Elia Gómez y Ramírez de Arellano. Le sucedió su hijo:

- Alfonso de Mendoza y Gómez, III marqués de Torre Casa. Le sucedió:

- Reinaldo Herrera Uslar[1] (1910-1972), IV marqués de Torre Casa.

1. Casó con María Teresa Ladrón de Guevara Pietrantoni. Le sucedió su hijo:

- Reinaldo Herrera Guevara,[2] V marqués de Torre Casa.

1. Casó con Carolina Pacanins Niño (conocida en el mundo de la moda como Carolina Herrera, hija de Guillermo Pacanins Acevedo, gobernador de Caracas entre 1950 y 1958, y de María Cristina Niño Passios). Perdió su título en 1992 por ejecución de sentencia del Juzgado de Primera Instancia número 12 de Madrid, revocando la Orden de 1 de febrero de 1975, por la que se mandó expedir Real Carta de Sucesión en el título de Marqués de Torre Casa a favor de don Alejandro Alfonzo-Larraín Recao.

- Alejandro Alfonzo-Larraín Recao,[3] VI marqués de Torre Casa, Caballero de la Orden de Malta.

1. Casado con Alexandra Merckx Tellier, hija de Eduardo Merckx Van Houdt y de Adele-Florentine Tellier Lefort.